# Паул Янсен
Паул Адриан Ян Янсен (на нидерландски: Paul Adriaan Jan Janssen) е фламандски фармаколог и предприемач. Той основава компанията Янсен Фармацевтика, която към края на живота му има около 20 хиляди служители.

## Биография
Паул Янсен е роден на 12 септември 1926 година в Тьорнхаут в семейството на Констант Янсен и Маргрийт Флеракерс. Баща му по това време е лекар, но няколко години по-късно става вносител за Белгия, Нидерландия и Белгийско Конго на продуктите на унгарската фармацевтична компания Гедеон Рихтер. През следващите години предприятието се разраства и започва собствено производство.
Паул Янсен учи в йезуитския колеж Свети Йозеф в Тьорнхаут, след което решава да следва медицина. По време на Втората световна война учи физика, биология и химия в йезуитското висше училище Университетски факултети Нотр Дам дьо ла Пе в Намюр, а след това следва медицина в Льовенския и Гентския университет, където се дипломира през 1951 година.
До 1952 година, по време на военната си служба, Янсен работи в Института по фармакология при Кьолнския университет в Западна Германия. След връщането си в Белгия участва в работата на ръководения от нобеловия лауреат Корней Хейманс Институт по фармакология и терапевтика при Гентския университет. През 1953 година със заем от баща си създава своя собствена изследователска лаборатория. През същата година открива и първото си лекарство – амбуцетамид (антиспазматик, особено ефективен при менструални болки).
През 1956 година Янсен защитава дисертацията си и получава преподавателски права, след което напуска Гентския университет и основава предприятието, превърнало се в Янсен Фармацевтика. През следващата година той се жени за Дора Артс, от която има три дъщери и двама сина.
През 1958 година Паул Янсен открива халоперидола, което е важен за времето си пробив в лекуването на шизофрения. Заедно със своя екип, той разработва фентанила и свързаната с него група лекарства, както и много други силни аналгетици, като дроперидол и етомидат, които са значителен принос към анестезиологията. Дифеноксилат, едно от създадените от Янсен лекарства за третиране на диария, дори е използвано от американската космическа програма Аполо.
Пол Янсен и изследователите в Янсен Фармацевтика разработват повече от 80 нови лекарства, 4 от които са включени в Списъка на крайно необходимите лекарства на Световната здравна организация. Повечето от тях са предназначени за хуманната медицина и се използват за различни инфекции, умствени и сърдечно-съдови заболявания, алергии и стомашно-чревни разстройства.
За своя принос към медицината Янсен е носител на над 80 награди и 22 почетни доктората. През 1990 година крал Бодуен му дава благородническата титла барон.
Паул Янсен умира на 11 ноември 2003 година в Рим по време на честванията на 400-годишнината на Папската академия на науките, на която е член от 1990 година.